# Granby, Colorado
Granby är en kommun (town) i Grand County i Colorado. Vid 2010 års folkräkning hade Granby 1 864 invånare.